# Grafisk design
Grafisk design eller grafisk formgivning  er en produktform som henviser til forskellige professionelle og kunstneriske udtryksformer som fokuserer på præsentation og visuelt budskab af et objekt i tryksager eller digitale medier.
Ved visualisering anvendes forskellige metoder til at skabe og kombinere symboler, billeder og tekst i en samlet og synlig præsentation, blandt andet ved anvendelse af typografi, synlig kunst og iøjnefaldende layouts, for at skabe det endelige resultat.
Grafisk design er en tosidig proces, henholdsvis design-fasen hvor forbindelsen til modtageren skabes og produktets udførelse.

## Anvendelse
Brugen af denne form for design anvendes eksempelvis i forbindelse med annoncering af produkter, arrangementer, udstillinger o. a. i tidskrifter og aviser, på produktemballager for at gøre disse indbydende, valgplakater med forskellig informationer om parti og politikere, plakater som beskriver forskellige produkter, eksempelvis film, koncerter, biler, tandpasta etc. og piktogrammer på offentlige steder, som i enkel og forståelig form giver grundlæggende oplysninger og henvisninger til personer med forskellige sprogkundskaber.
Digitalt er konstruktion af websideer en væsentlig faktor i grafisk formgivning.

## Ekstern henvisning
- Grafisk designer, opgaver